# Clonycavan-Mann

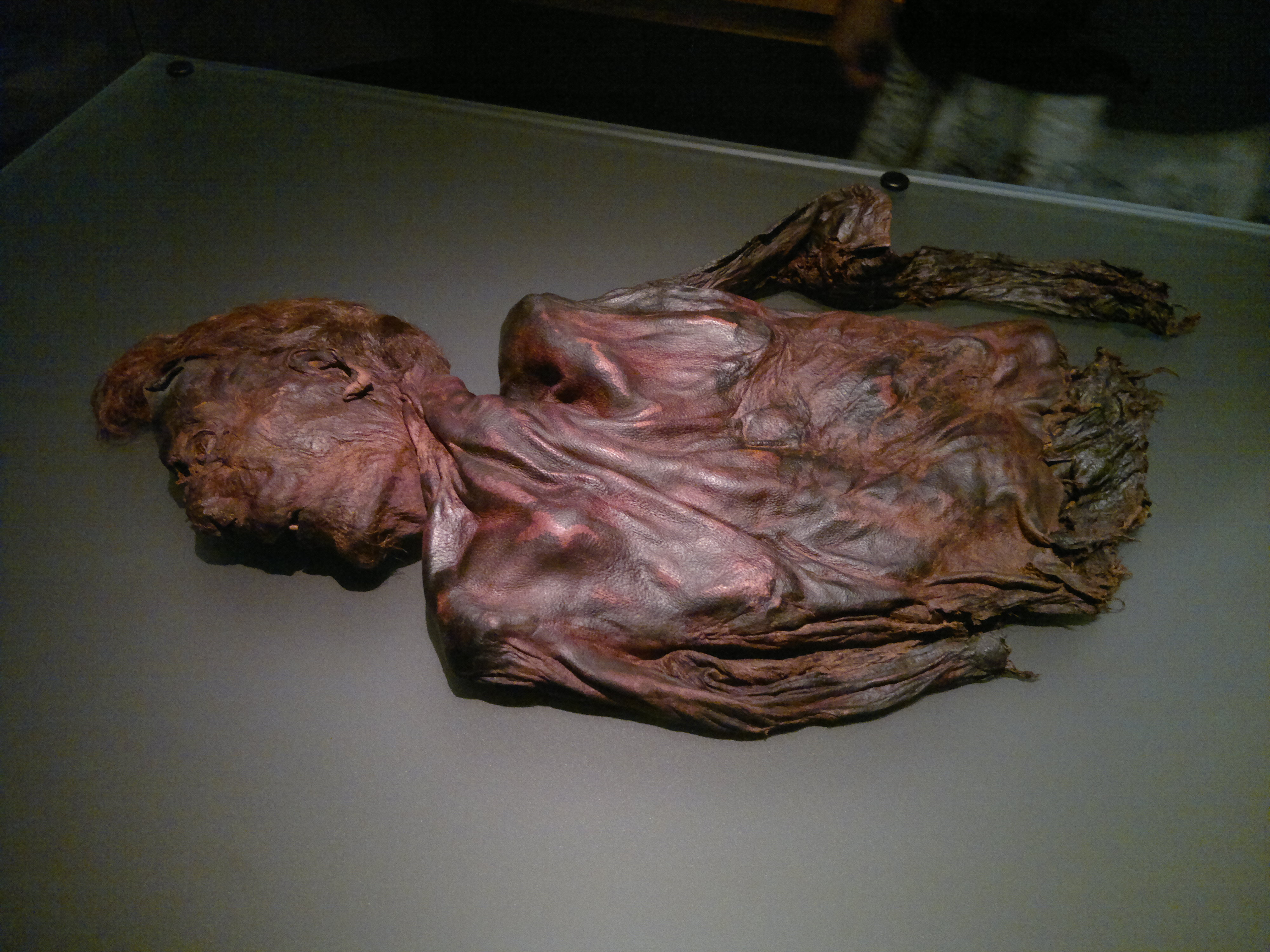
Clonycavan-Mann

Der Clonycavan-Mann ist eine Moorleiche aus dem 4. oder 3. Jahrhundert vor Chr., die 2003 in einem Moor im irischen Townland Clonycavan (irisch Cluain Uí Chaomháin) im County Meath gefunden wurde. Die Moorleiche erlangte durch ihren Irokesenhaarschnitt und durch die an ihr nachgewiesene Verwendung eines frühen Haargels Berühmtheit. Sie wird im Irischen Nationalmuseum in Dublin aufbewahrt.

## Fund
Der Clonycavan-Mann wurde am 21. Februar 2003 im Abraum einer Torfabbaumaschine gefunden. Fundort: 53° 31′ 29,4″ N, 7° 0′ 25,6″ W

## Befund
Der Clonycavan-Mann war etwa Anfang 20, als er starb, er hatte eine gebrochene Nase und schiefe Zähne. Nach Berechnungen auf Basis der Größe seiner Langknochen war er zu Lebzeiten etwa 157 cm groß. Er trug einen zarten Bart, und die Poren seiner Haut sind noch gut sichtbar. Die Untersuchung des Leichnams durch Rechtsmediziner der britischen und irischen Polizei ergab, dass er offensichtlich ermordet wurde. Sein Schädel wurde auf der Oberseite durch einen scharfen Gegenstand tief gespalten und Teile seines Gehirns fanden sich in der Wunde. Im Gesicht weist er eine tiefe Wunde auf, die vom Nasenrücken bis unter das rechte Auge reicht. Beide Wunden wurden ihm offensichtlich mit derselben Waffe zugefügt, höchstwahrscheinlich einer Axt. Untersuchungen seiner Eingeweide und Haare lieferten zahlreiche Informationen zu seinen Ernährungsgewohnheiten. Seine Nahrung war besonders reich an Gemüse und Beeren, was darauf hindeutet, dass er im Sommer zu Tode kam. Eine Radiokohlenstoffdatierung (14C-Datierung) ergab, dass der Mann im Zeitraum zwischen 392 und 201 vor Chr. verstarb.

### Frisur
Besonders bemerkenswert ist die ungewöhnliche Frisur des Clonycavan-Mannes. Er trug einen Irokesenschnitt, den er mit einer Art Haargel aufrecht toupiert hatte. Die Haare waren an den Seiten und hinten kurz, am Oberkopf jedoch etwa 20 cm lang. Diese Frisur ist bisher einmalig, denn es gibt aus der europäischen Eisenzeit keinen Vergleichsfund oder historische schriftliche Quellen, die eine solche Frisur erwähnen. Lediglich die Abbildung eines gefangenen Barbaren auf einer Mainzer Säule des 1. Jahrhunderts zeigt eine ähnliche Frisur. Das Haargel bestand aus einer Mischung von Ölen und Pinien-Harzen, die aus Spanien oder Frankreich stammten. Der Gebrauch dieser Kosmetika in Zeiten vor der römischen Besetzung Britanniens lässt vermuten, dass der Clonycavan-Mann zu Lebzeiten besonders wohlhabend war und sich diese importierten Rohstoffe leisten konnte.
Möglicherweise trug der Mann diese ungewöhnliche Frisur, um gegenüber seinen Mitmenschen größer zu erscheinen.